# Rohrbach (Schwarzbach)
Der Rohrbach ist ein rechter Zufluss des Schwarzbaches im Landkreis Aschaffenburg im bayerischen Spessart.

## Geographie

### Verlauf
Der Rohrbach entspringt südlich von Jakobsthal im Wald, am Südhang des Klaffenbuchkopfes an der nördlichen Eselshöhe. Er verläuft in südliche Richtung nach Hain im Spessart. Dort mündet er in den Schwarzbach.

### Flusssystem Aschaff
- Liste der Fließgewässer im Flusssystem Aschaff

## Einzelnachweise

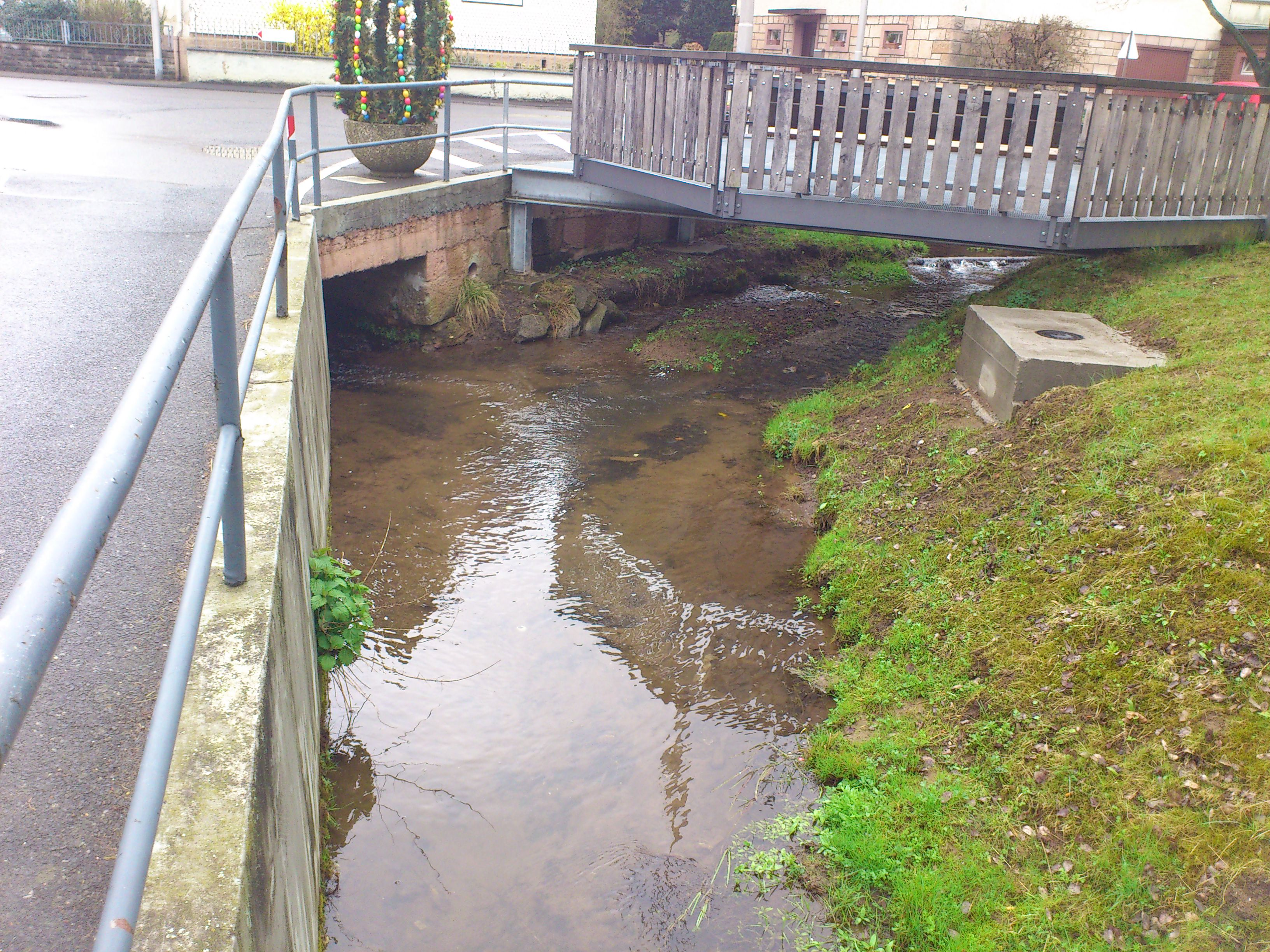
Der Rohrbach (unter der linken Brücke) mündet in den Schwarzbach (unter der rechten Brücke)